# Сальгареда
Сальгареда (итал. Salgareda) — коммуна в Италии, располагается в провинции Тревизо области Венеция.
Население составляет 6102 человека (на 2004 г.), плотность населения составляет 206 чел./км². Занимает площадь 27 км². Почтовый индекс — 31040. Телефонный код — 0422.
Покровителем коммуны почитается святой архангел Михаил. Праздник ежегодно празднуется 29 сентября.

## Города-побратимы
- Сент-Альбан (Франция, с 1989)